# 西妮德·法雷利
西妮德·路易丝·法雷利（英語：Sinead Louise Farrelly；1989年11月16日—），美国和爱尔兰共和国女子足球运动员，司职中场。她曾代表爱尔兰参加2023年国际足联女子世界杯。2024年6月7日，法雷利宣布因脑震荡后综合症退出职业足坛。